# BSA・ロケット3/トライアンフ・トライデント
トライアンフ・トライデントおよびBSA・ロケット3は、トライアンフ・エンジニアリングとBSA（両社はバーミンガム・スモール・アームズの子会社）が1968年から1975年にかけて製造し、トライアンフとBSAそれぞれのバッジをつけて販売された、技術的に高度な高性能スタンダードタイプのオートバイ。ホンダ・ドリームCB750FOUR、そしてその後の2ストロークカワサキ・KHシリーズと並んで、ストリートバイクの新たなレベルの洗練性をもたらし、スーパーバイク時代の幕開けとなった。トライアンフ・トライデントが実際にはホンダ・CB750よりも数週間早くデビューしたにも関わらず、CB750が「最初のスーパーバイク」として記憶されることになった。
58 bhp (43 kW)を発揮する740-立方センチメートル (45 cu in)空冷OHV内蔵式ギアボックス直列3気筒エンジンと、4速ギア、コンベンショナルなフレームとサスペンションを備えていた。このエンジンは、既存の360度2気筒エンジンよりも振動が少なかった。ロケット3/トライデントは、トライアンフが650cc並列2気筒エンジンのラインナップを拡大する計画の一環だった。この車種は、米国市場の要求に応じてトライアンフがメリデンで開発した最後の主力オートバイだった。BSAは深刻な財政難に見舞われたが、7年間の歴史の中で27,480台のロケット3/トライデントが生産された。

## 開発
トライアンフ・トライデントの設計はバート・ホップウッドとダグ・ヒールによって行われた。トライデントの3気筒の設計は、トライアンフの1959年式5TA内蔵式ギアボックス500 cc並列2気筒（原型はエドワード・ターナーが設計した1937年式トライアンフ・スピード・ツイン）をもとに開発された。トライデントは追加のシリンダーと、トライアンフの慣例に従ったOHVのプッシュロッドを駆動する吸気と排気バルブそれぞれのカムシャフトを有していた。

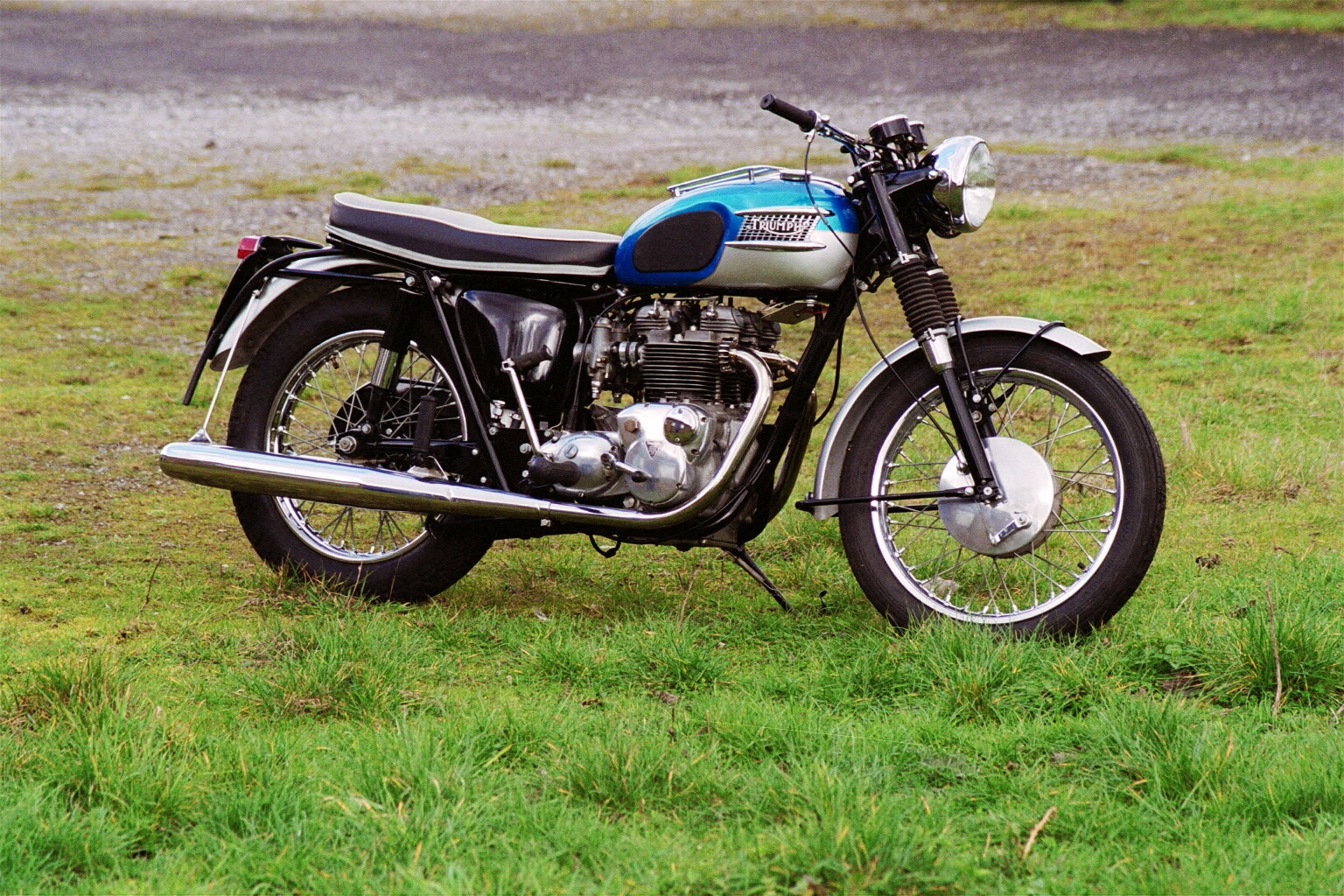
ロンドン・モーターサイクル・ミュージアムに展示されていたプロトタイプのトライアンフ・トライデントP1

プロトタイプは1965年までに完成していたが、工場は外観の再設計のために何年も延期したため、最終的な導入は1969年に導入された明らかにより現代的なホンダ・ドリームCB750FOURの影に隠れてしまった。
上下分割のクランクケースを有するCB750や、その他の日本製スーパーバイクとは異なり、トライデントのエンジンは本質的に左右分割の並列2気筒エンジンの中央に3番目のシリンダー用の空間を設けたものだった。スピード・ツインは360度クランクを備えた伝統的なイギリス製2気筒だったが、この新しい3気筒エンジンは120度のクランクオフセットが与えられ、偶力振動はあるものの、一次振動は本質的にはるかに滑らかになった。イギリス製のほとんどのオートバイが湿式多板クラッチを採用していたが、この3気筒はプライマリーチェーンケースとギアボックスの間のハウジング内に乾式単板クラッチを搭載していた。ギアボックスのメインシャフトの端（クラッチが取り付けられていると思われる場所）には大型のギアダンパーが取り付けられていた。
テストエンジニアは、650ボンネビルに鉛のおもりを固定してシャシーのハンドリング特性を開発した。最初のプロトタイプ（P1）1965年までに稼働しており、トライアンフは1967年までにマシンを生産する可能性があると思われた。しかしながら、前傾したシリンダーを採用したBSAバージョンを生産し、初期のトライデント/ロケット3に「スクエアタンク」を採用するためにオーグル・デザインと契約した結果、体積と40 lb (18 kg)の重量が増加し、精算が18ヶ月遅延した。1966年にはボアｘストロークを変更し、冷却性も向上した量産ベースのトライデント・エンジンを搭載したプロトタイプ2号車（P2）が作られた。ヒールはトライデント・エンジンに90 bhp (67 kW)を発揮させ、さらなる開発によって最高140 mph (230 km/h)のイギリス製スーパーバイクが誕生するかもしれないという臆測が広まった。
全ての3気筒エンジン（およびロケット3自体）はBSAのスモール・ヒース事業所で製造されたが、トライアンフ・トライデントの最終組み立てはコヴェントリーのメリデンで行われた。ロケット3とトライデントの主たる違いはエンジンとフレームにあり、BSAはA65スタイルのダブル・クレードルフレームにエンジンを前傾させて搭載し、一方のトライアンフはボンネビルスタイルのシングルダウンチューブのフレームにシリンダーを直立させて搭載した。その他の相違は外観の装飾にあった。ロケット3の車体に取り付けられたバッジは「Rocket 3」となっていたが、BSAの販促資料では「Rocket III」とされ、メディアでは「Rocket 3」や「Rocket Three」と記述された。1970年代初頭のBSAのデイトナでのレースでの好成績にもかかわらず、米国市場ではトライアンフの売り上げが勝っていた。売り上げが想定通りに上がらなかったことから、1971年式から5段変速とされたBSA・A75RVとトライアンフ・T150Vが投入された。BSAは財政難に陥り、BSAモデルの生産終了までに5速のロケット3は約205台しか製造されなかった。5速トライアンフT150V（オリジナルのドラムブレーキに代わりフロントディスクブレーキを装備）の生産は1974年まで継続した。
1975年式から、トライデントはセルスターターを搭載し、リアにもディスクブレーキを装備し、左足シフトに変更されたT160に更新された。T160はロケット3のように前傾したシリンダーブロックを装備し、これによって重量配分の改善とエンジン後方の補機類の空間が確保された。

## 評価

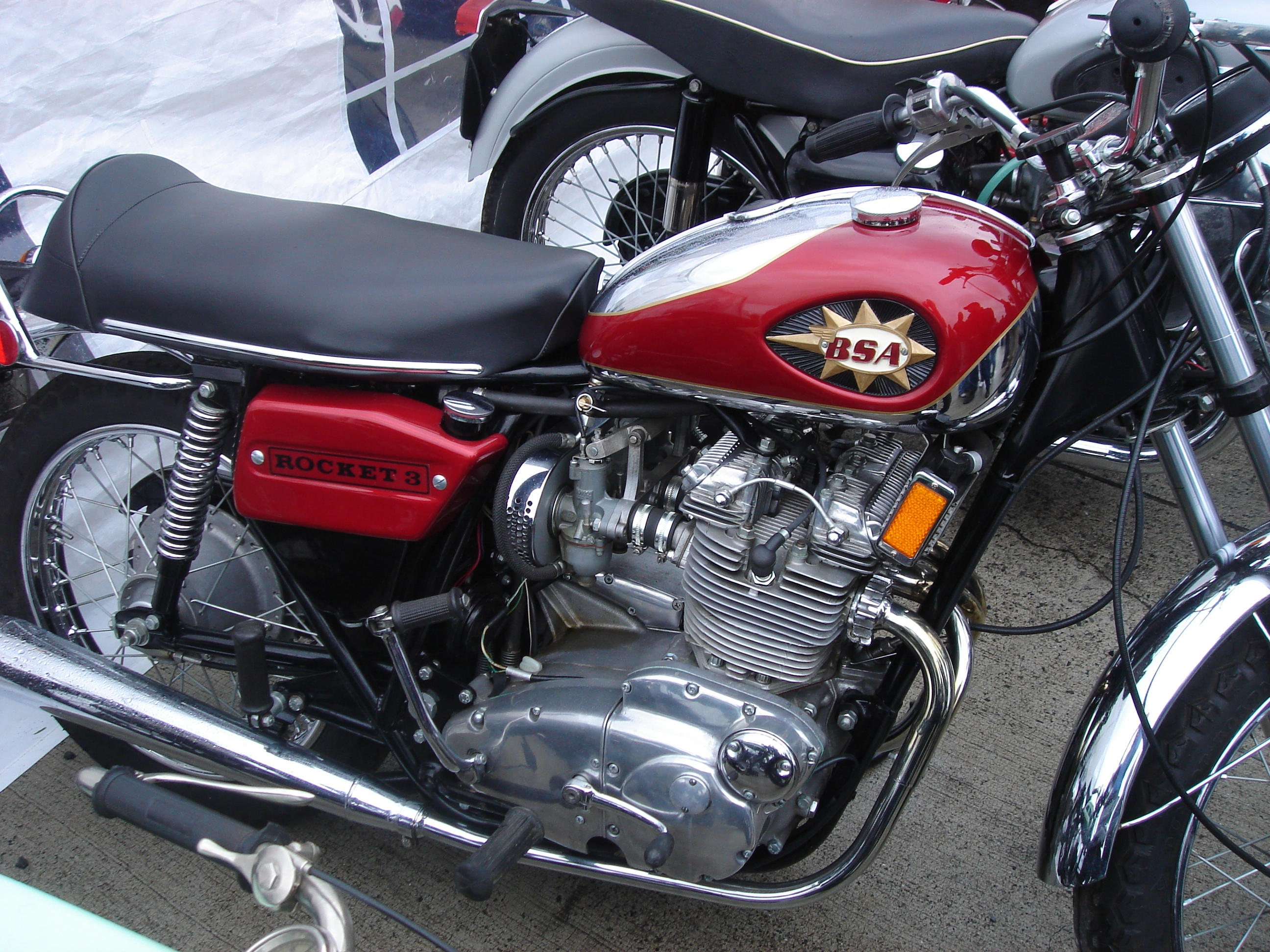
1971年にスタイル変更されたBSA・ロケット3

プロトタイプの3気筒マシンは、ティアドロップ型のガソリンタンクを備えた「トライアンフ・ルック」を特徴としていたが、BSA/トライアンフはオーグル・デザインに再デザインを依頼し、その結果18ヶ月の遅延が発生した。新しいオートバイにはより角張ったガソリンタクと傾斜したシリンダー、そして「光線銃」型サイレンサーを備えた従来とは異なる外観が与えられた。
ロケット3/トライデントは1968年の夏に発表され、批評家から高い評価を得たが4週間後にホンダ・ドリームCB750FOURによってその座から追い落とされた。イギリス製の3気筒マシンと比べると、CB750は5速ギアボックス、オーバーヘッドカムシャフト、オイル漏れの少ないエンジン、セルスターターおよびディスクブレーキを備えていた。ホンダは米国市場でトライアンフの販売台数を上回り、1970年に販売回復のためにトライアンフは輸出用モデルを「クラシック」な外観にリニューアルした。
1968年、ホンダがオートバイを開発中であることを知っていたアメリカのBSA-トライアンフの経営陣は、新型トリプルに失望した。彼らは1,800ドル（895ポンド）という価格は高すぎると感じ、左右分割クランクケースやプッシュロッドOHVによる動弁機構といった技術的詳細も従来型すぎると感じた。しかし、彼らはこのオートバイの速さを認め、米国の販売チームはデイトナで速度記録を樹立してこのバイクを市場に投入した（この記録は1971年にカワサキ・Z1によって破られた）。
サイクル・ワールド誌は1968年のロードテストで最高速117.03 mph (188.34 km/h)、0 - 60 mph (0 - 97 km/h)の加速時間5.6秒と0 - 1⁄4 mi (0.00 - 0.40 km)を13.71秒で98.46 mph (158.46 km/h)までの加速を記録した。同誌のブレーキテストでは、60 - 0 mph (97 - 0 km/h)が157.0 ft (47.9 m)、燃料消費量は20.3 mpg‑US (11.6 L/100km; 24.4 mpg‑imp)だった。

## トライアンフ・X-75ハリケーン

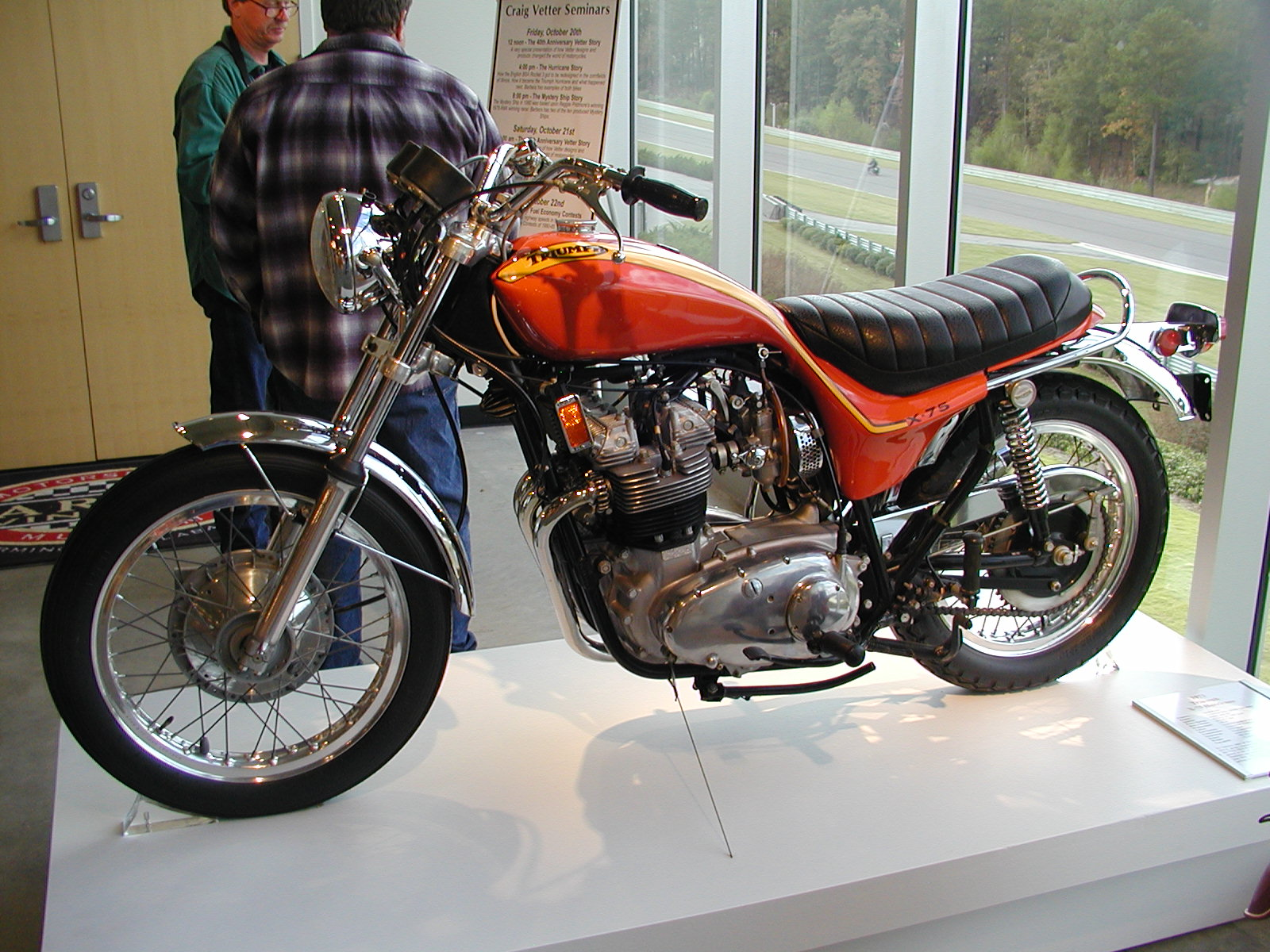
トライアンフ・X-75ハリケーン

米国BSAの副社長、ドン・ブラウンはBSA/トライアンフの3気筒が米国で成功するには異なる外観が必要だと感じていた。ブラウンはデザイナーのクレイグ・ヴェッターにBSA A75の再デザイン（より洗練されたスタイルと、バランスの取れたデザイン）を依頼し、そのプロジェクトをBSA/トライアンフ・ノース・アメリカ社長のピーター・ソーントンに打ち明けた。1969年10月にヴェッターは自分がカスタマイズしたA75を披露した。このオートバイはイギリスに送られ、チーフデザイナーのバート・ホップウッドからは冷ややかな目で見られたが（しかし、一般の反応は好評だった）、ヴェッターのBSA・ロケット3はトライアンフ・X-75ハリケーンとなった。

## モデルT160

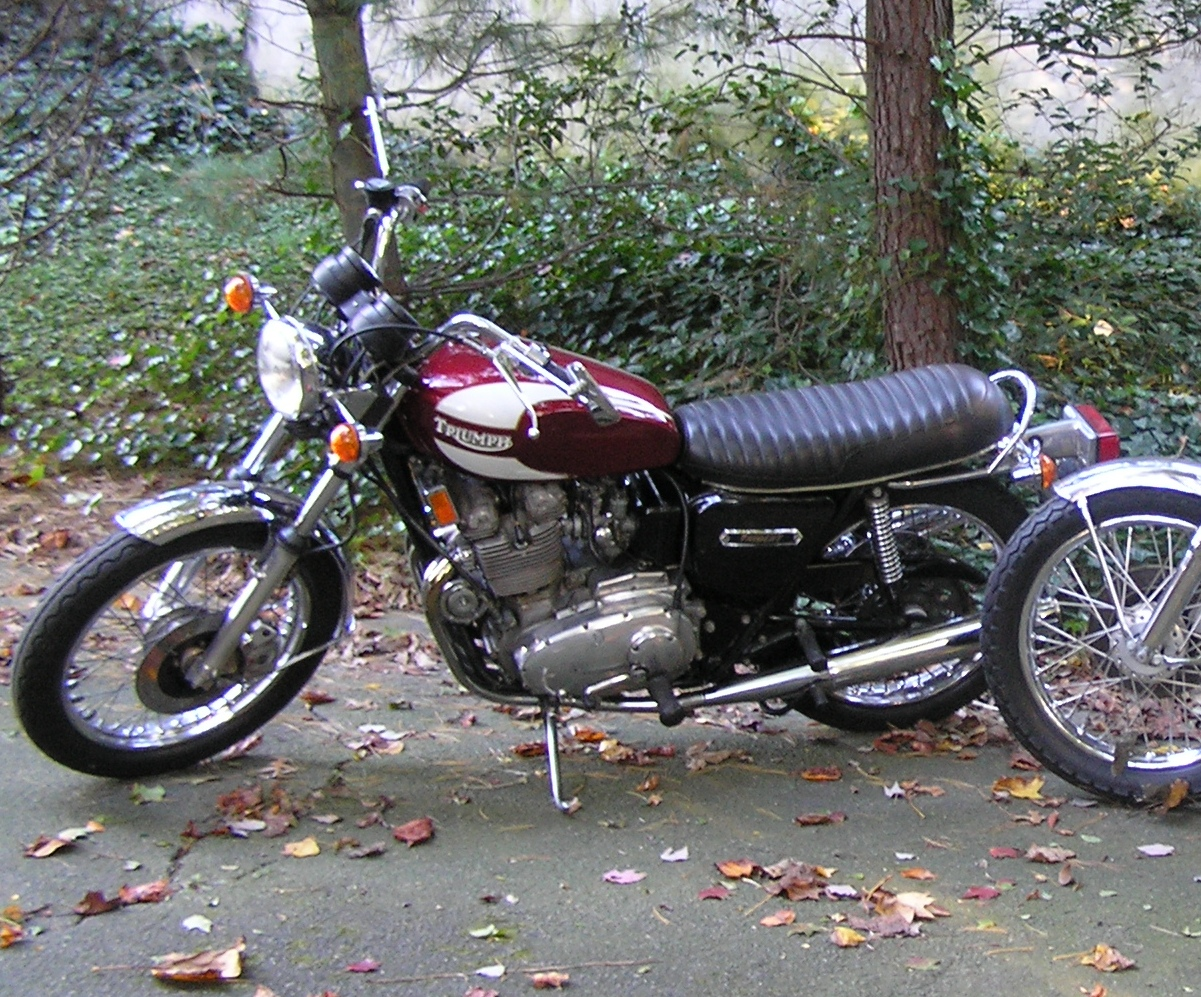
セルモーター、前後ディスクブレーキおよび左足シフトを備えた1975年式トライデントT160

1974年11月にT150Vは改良されたT160で置き換えられた。いくつかの変更は初期のトライデントに対する市場からのフィードバックによるものであり、その他はアメリカの安全規制に適合するためのものだった。NVTは、BSA・ロケット3同様に前傾したシリンダー、セルモーター、左足シフトを採用することで大量生産を維持し、トライデントとホンダCB750との差を縮める最後の努力を行った。T160は1年強製造され、NVTが倒産した1976年初頭に生産終了となった。1975年モデルのT160は約7000台が製造されたが、販売不振のために1977年末まで売れ残っていた。
T160での変更点：
- BSA・ロケット3から派生した前傾シリンダーレイアウト（より大型のエアクリーナーが搭載可能となった）
- 重心位置の改善
- セルモーター
- 5速ギアボックス（T150Vで初めて搭載された）
- 左足シフト（米国安全基準適合）
- 前後ディスクブレーキ
- 環状サイレンサー（米国低騒音基準適合）
- メーターパネルとハンドル部のスイッチ類のデザイン変更
- 伝統的なトライアンフスタイルへの回帰

## カーディナル
1975年12月、オーストラリアと米国にそれぞれ288台と224台の最終出荷が予定されていたが、NVTはサウジアラビア警察からの注文に対応するためにそれらを転用した。イギリスの警察のほとんどはBMW製のオートバイに切り替えていたが、ヨークシャー警察など一部の警察は依然としてトライデントを使用していた。約450台がサウジアラビアに送られ、サウジアラビアが残りの注文をキャンセルした時点で最後の130台はまだ英国内に残っており、NVTモーターサイクルズはそれらをトライアンフ・カーディナルとして販売した。当時、標準装備のT160の定価は1,215ポンドで、「警察用アクセサリー」の価格はわずか150ポンドであったにもかかわらず、NVTはカーディナルを1,522.80ポンドで販売した。1982年、ヨーロッパのディーラーはサウジアラビアから約180台の低走行距離のトライデントを輸入し、整備不良で砂だらけになったマシンは修復され、標準的な T160 として販売された。

## クォドラント
トライアンフ・クォドラントは1973年にダグ・ヒーリーによって設計と組み立てが行われた。これは、トライデントの部品を使って作られた1,000 ccの4気筒エンジンのオートバイだった（カムシャフトは社外から調達された）。4 番目のシリンダーは、追加の中間クランクケースユニットを移植することによって生まれたが、プライマリーチェーンケースとファイナルドライブスプロケットは移動できなかったため、4番目のシリンダーはオートバイの右側から突き出ていた。
このアンバランスなデザインではホンダ・CB750やカワサキ・Z1不明などの日本車には決して匹敵できないことが明らかなので、ヒーリーがなぜこのオートバイを開発したのかは不明である。トライアンフ内部からの見方では、ヒーリーの努力はNVTの不安定な財政状況を考えると900 cc3気筒のサンダーバードIIIのマーケティングに向けられるべきリソースの無駄だった。

## モデルT180 サンダーバードIII
1975年にNVTは870 cc3気筒エンジン搭載の試作車、T180 トライアンフ・サンダーバードIIIを開発したが生産には至らなかった。
NVTはこの試作車をメリデン協同組合に引き渡したが、メリデン協同組合も（オイル＝ベアリング・フレームにエンジンを搭載した実験を行ったにもかかわらず）生産には至らなかった
。
T180のエンジンをノートン・コマンドのフレームに載せた試作車の「ノートン・900コマンド」も製作された。

## レース
ダグ・ヒーリーはエンジン開発を続け、1971年にはフレーム専門家のロブ・ノースと提携し、フォーミュラ750用レーシングマシンを製作した。1971年のデイトナ200では、BSAロケット3を駆るディック・マンが優勝し、ジーン・ロメロがトライアンフ・トライデントでそれに続き、ドン・エムデが同じくBSAロケット3で3位に入り、イギリス製の3気筒バイクがポディウムを独占した。ジョン・クーパーはBSAロケット3を駆り、1971年のマロリー・パークで開催されたレース・オブ・ザ・イヤーで、500cc世界チャンピオンのジャコモ・アゴスチーニを破る番狂わせを演じた。クーパーはアゴスチーニのMVアグスタに0.3秒差で勝利した。

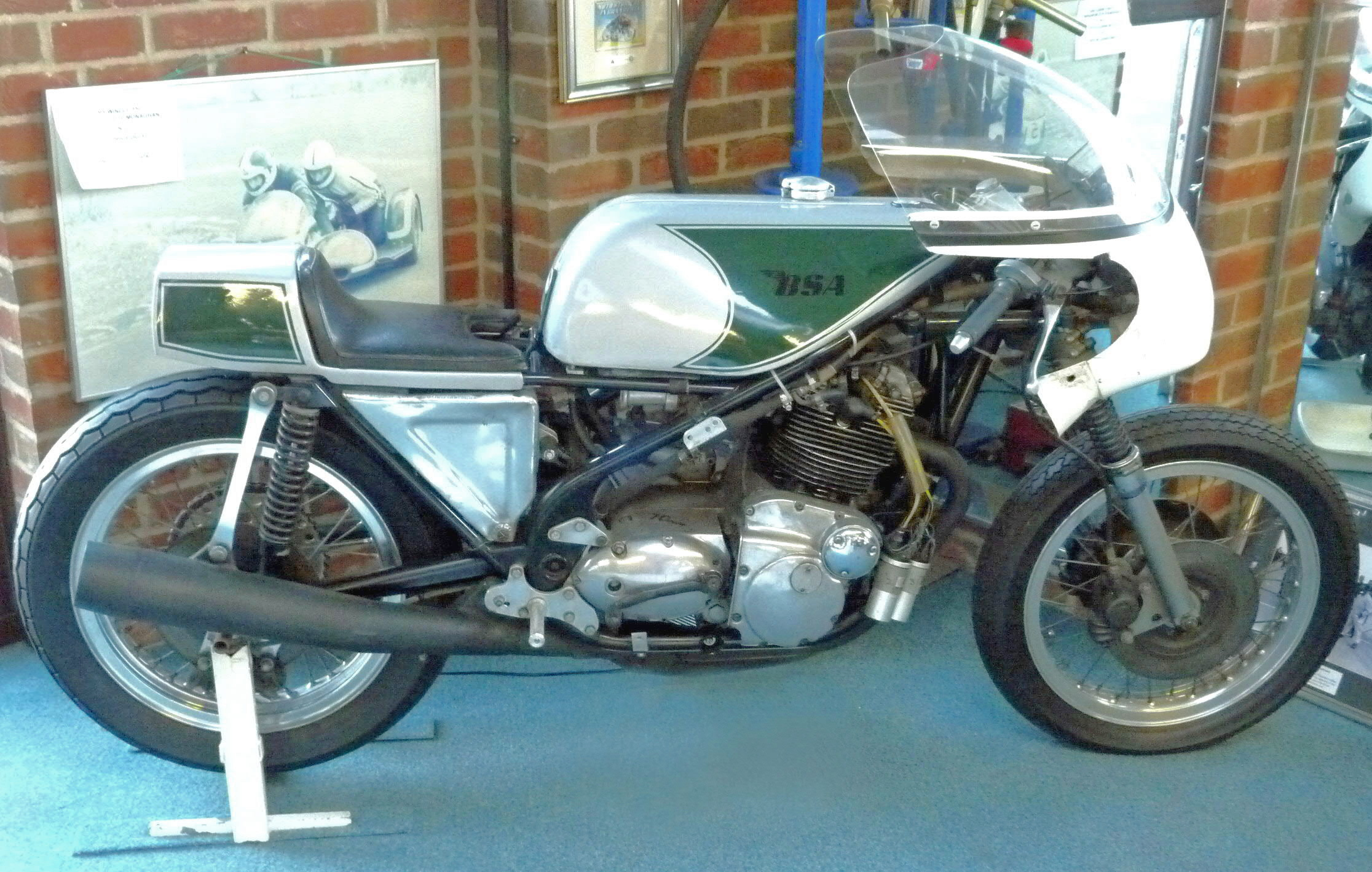
サミー・ミラー博物館に展示されているボブ・ノース・フレームを使用したF750クラスのBSA・ロケット3

最も有名なマシンは、レス・ウィリアムズ率いるチーム「スリッパリー・サム」が製作した市販クラスのトライデントで、厳選された改造を施したロードスターで、工場から部品番号付きの在庫品として供給されていた。ウィリアムズのチームは、1971年から1975年にかけて5年間、マン島TTレースの750cc市販車クラスで連続優勝を果たし、レース仕様のマシンを対象とした新設のF750のイベントでは、ロブ・ノースのフレームを装備したトライアンフとBSAのマシンが1位と2位を獲得した。バート・ホップウッドは、8,250rpmで84 bhp (63 kW)を発揮するレーシングトリプルの市販バージョンを推奨しましたが、彼の提案は採用されなかった。
その後のレース開発は、レーシングマネージャーのダン・マシアスの下、カリフォルニア州デュアルテで行われた。
トム・メラーは、2008年9月にボンネビル・ソルトフラッツで1969年型トライアンフ・トライデントT150で4つの世界速度記録を樹立した。

## 生産終了
1970年代初頭、BSAにおける財政および経営上の問題と、イギリスのオートバイ産業の崩壊により、1973年7月にノートンとの政府主導の合併が行われ「NVT」が誕生した。ノートンはBSA-トライアンフよりもはるかに小規模で、製品も旧式のギアボックス別体のノートン・コマンドのみであったが、NVTの経営権はノートン社の社長であるデニス・プーアに委ねられた。プーアはBSA経営陣よりもはるかにオートバイに精通していたが、彼の事業計画は、英国オートバイ産業の残存勢力の統合というよりも、BSAの資産をマンガニーズ・ブロンズ社に売却する計画に過ぎなかった。NVTのリストラ計画は、1974年9月にトライアンフのメリデン工場でストライキを引き起こした。トライデントの生産は最終的に1974年3月にBSAのスモール・ヒース工場に移管されたが、長期にわたる労働争議により生産は中断され、スモール・ヒース工場で生産されたトライデントはごく少数にとどまった。
スモールヒース工場で最後に生産されたのは、サウジアラビア向けの警察仕様のトライアンフ・トライデントで、1975年12月18日に生産された。

## その後のトライデントおよびロケットとい名称の使用
メリデンのトライアンフが倒産したのちに、ヒンクリーで新会社トライアンフ・モーターサイクルが設立された。
新会社は1990年からモジュラー・エンジン設計を採用した新しいシリーズのオートバイを製造した。
これらのオートバイの一部はトライアンフ・トライデントと呼ばれ、さらにのちにトライアンフ・ロケットIIIが製造された。

## 参考図書
- Bacon, Roy (1995). Triumph Twins and Triples. Niton Publishing. ISBN 978-1-85579-026-1
- Brooke, Lindsay (2002). Triumph : A Century of Passion and Power. MotorBooks International. ISBN 9781610592277
- Davies, Ivor (1991). Triumph-The Complete Story. The Crowood Press. ISBN 978-1-86126-149-6
- McDiarmid, Mac (1997). Triumph-The Legend. Parragon Publishing. ISBN 978-0-7525-2080-3

## External links
- Triumph Cardinal images
- Ian Chadwick's history of Triumph Motorcycles